# Well You Needn’t
Well You Needn’t ist eine der populärsten Kompositionen von Thelonious Monk aus dem Jahr 1944. Sie hat sich innerhalb weniger Jahre nach der Veröffentlichung 1947 zum Jazz-Standard entwickelt.

## Struktur des Stücks
Die Komposition „ist prototypischer Monk“ und in der Liedform AABA gehalten.  Die Melodie des A-Teils „entwickelt sich aus einer einzigen Figur (Takt 1 und 2): Dem gebrochenen F-Dur-Akkord (c-f,-a-c-a-f) folgen zwei markante Bebop-Intervalle, Sept und Quart“. Dieser „Vogelruf“ mit Call and Response wird dann in Ges in einer weiteren Frage-Antwort-Runde variiert. Der B-Teil ist eine Sequenzierung des Themas und eine chromatische Verschiebung der Linie und der Akkorde – zunächst in dreischlägigen Figuren, dann zu einer langen Achtelnotenkette verdichtet.
Harmonisch besteht das Stück nur aus Septimenakkorden, die ganztönig und chromatisch verschoben werden. Während der A-Teil nur zwischen F-Dur und Ges-Dur pendelt, stehen die Akkorde im B-Teil in einem halbtaktigen Wechsel: G-As-A-B-H-B-A-As-G. Der Endakkord des B-Teils (C7) deutet, falls eine Festlegung möglich ist, auf die Ausgangstonart F-Dur.

## Wirkungsgeschichte
Monk spielte das Stück erstmals Ende 1947 im Trio (für Blue Note Records) ein (Genius of Modern Music); es wurde aber in seinen Auftritten erst in den 1960er Jahren zur „Paradenummer“. Miles Davis nahm die Komposition bereits 1953 auf; seine bekannteste Interpretation entstand 1956 im Quintett mit John Coltrane, Red Garland, Paul Chambers und Philly Joe Jones für Prestige Records. Nun nahmen auch Randy Weston und Jimmy Smith (beide 1956), Art Taylor (1957), Nat Adderley (1958), Kenny Burrell (1959), Cannonball Adderley, Johnny Griffin/Eddie Lockjaw Davis (1961), Chet Baker (1962) und Klaus Doldinger (1963) das Stück auf. Es wurde von Franco Ambrosetti und Horst Mühlbradt in den Bigband-Kontext und von Poncho Sanchez in die Salsamusik übertragen, aber auch als Fusionnummer (von den Lounge Lizards und später im Hardcore Punk von Cruel Frederick) und als Streichquartett (vom Kronos Quartet) eingerichtet. Auch Avantgardisten wie Steve Lacy, Don Pullen oder das Ethnic Heritage Ensemble beschäftigten sich regelmäßig mit der Komposition.

## Versionen mit Text
Zu dem Instrumentaltitel entstanden viel später auch Texte; den bekanntesten von Mike Ferro sangen Carmen McRae und Judy Niemack. Auch Jamie Cullum interpretierte den Song (auf Pointless Nostalgic).